# 若曲
若曲，位于中华人民共和国西藏自治区昌都市左贡县北部的一条河流，是澜沧江的右岸支流。发源于日许错，自源头先向北流，左纳小支流次瓦嘎之后转向东南，于田妥镇格如村转向南流，右纳关紧廷曲后复向东流，最后于仁果乡依布东北汇入澜沧江。河长78千米，流域面积873平方千米，落差2190米。年均径流量约1.33亿立方米。流域为高山峡谷地貌，山高坡陡，沟壑纵横。山上湿冷，河谷干热。森林、灌丛草场广布，牧业兴旺。